# Gmina Tribunj
Gmina Tribunj (chorw. Općina Tribunj) – gmina w Chorwacji, w żupanii szybenicko-knińskiej. W 2011 roku liczyła  1536 mieszkańców.